# 当居
当居（法語：Dangu，法語發音：[dɑ̃ɡy]）是法国厄尔省的一个市镇，位于该省东北部，属于莱桑德利区。

## 地理
当居（49°15'9"N, 1°41'48"E）面积7.97 平方千米，位于法国诺曼底大区厄尔省，该省份为法国北部内陆省份，北起滨海塞纳省，西接奧恩省和卡爾瓦多斯省，南至厄尔-卢瓦省，东临瓦兹省、瓦兹河谷省和伊夫林省。
与当居接壤的市镇（或旧市镇、城区）包括：贝尔努维尔、绍万库尔-普罗沃蒙、盖尔尼、诺夫勒圣马丹、努瓦耶、韦克桑地区布里、库尔塞勒莱日索尔。

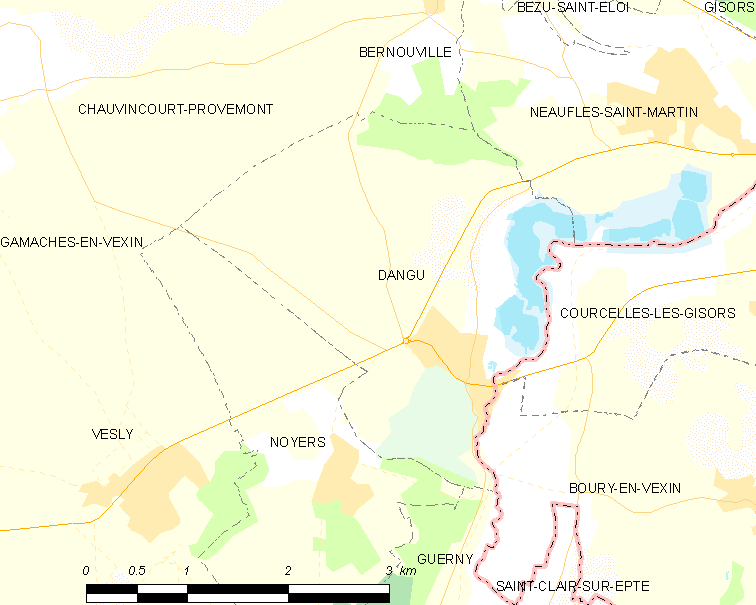
当居的OSM定位图

当居的时区为UTC+01:00、UTC+02:00（夏令时）。

## 行政
当居的邮政编码为27720，INSEE市镇编码为27199。

## 政治
当居所属的省级选区为日索尔县。

## 人口

1962-2008年间当居人口变化图示

当居于2022年1月1日时的人口数量为542人。